# Лихов переулок
Ли́хов переу́лок — небольшая улица в центре Москвы в Тверском районе между Садовой-Самотёчной улицей и Малым Каретным переулком.

## Происхождение названия
Название возникло в XIX веке, по фамилии одного из домовладельцев. Ранее переулок назывался Дурной. Полагают, что и это название восходит к фамилии какого-то домовладельца. Ещё одно предположение, что в этом переулке обитали «лихие люди», разбойники, которые грабили тех, кто шёл на каретные переулки покупать кареты или лошадей.

## Описание
Лихов переулок начинается от внутренней стороны Садового кольца в переходе Садовой-Каретной в Садовую-Самотёчную улицу и проходит на юг к центру, выходя на Малый Каретный переулок.

## Здания и сооружения
По нечётной стороне:

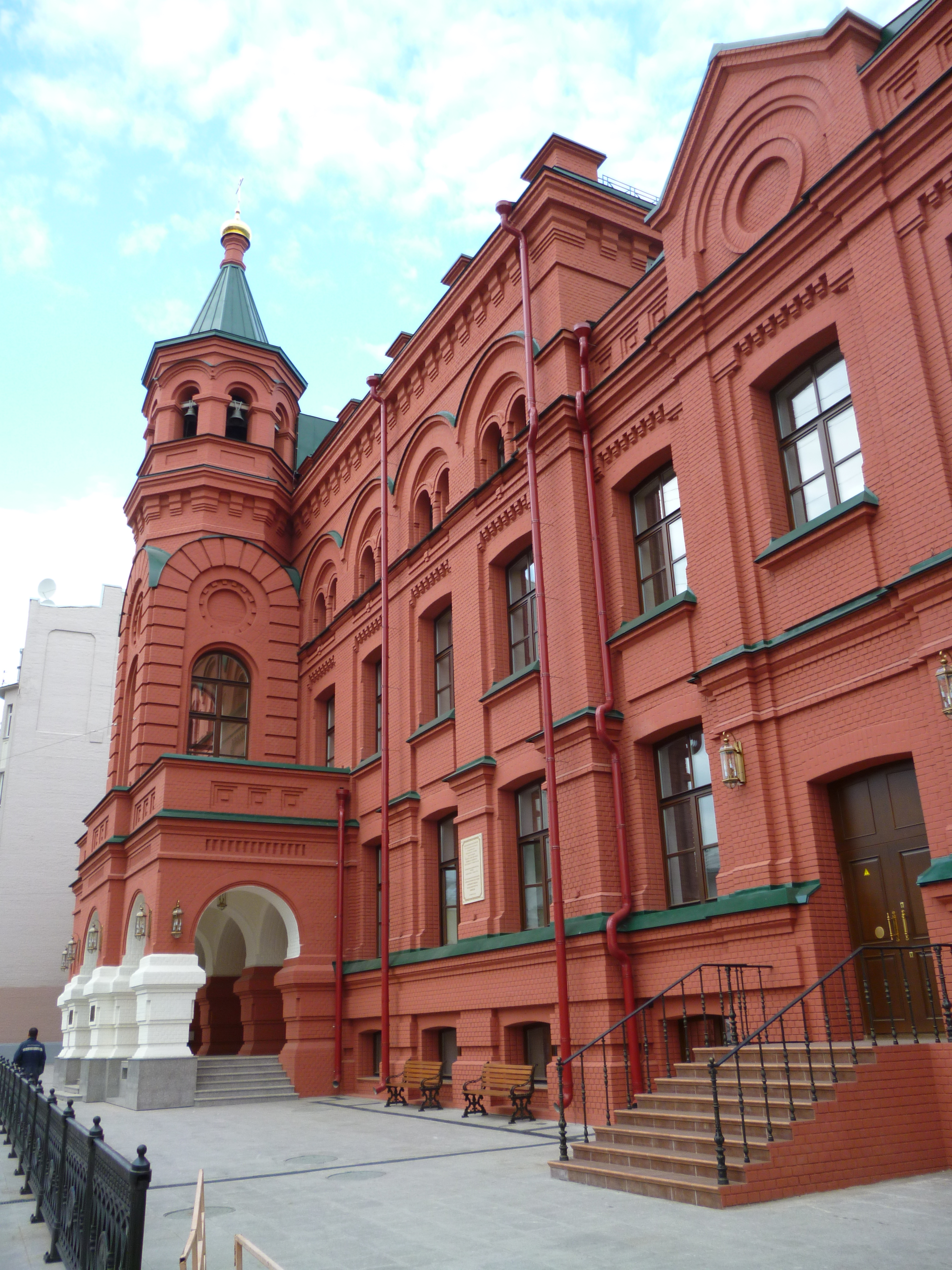
Православный Свято-Тихоновский гуманитарный университет

- Дом 3, строение 1 — журнал «Автомобильный транспорт»;
- Дом 3, строение 2 — Союзпроектстрой;
- № 5 — доходный дом Ю. П. Бабаева (1915 — 1917 год, архитектор Владислав Домбровский)
- № 7 — доходный дом (1881, архитектор Василий Карнеев)

По чётной стороне:
- Дом 2/3, строение 1 — доходный дом (1902 год, архитектор Вячеслав Жигардлович), сейчас — «Совинфильм»;
- Дом 4 — доходный дом (1887 год, архитектор Иван Владимиров), сейчас — «Департамент профессиональной оценки»;
- Дом 4, строение 1 — киновидеостудии «Риск», «Отечество», «Юность»;
- Дом 6 — Московский епархиальный дом (1902 год, архитектор Пётр Виноградов; перестроен в 1932 году архитектором Георгием Олтаржевским); позднее — Центральная студия документальных фильмов[1]; в настоящее время — главный корпус Православного Свято-Тихоновского гуманитарного университета;
- № 8 — доходный дом (1911 год, архитектор Иван Кондратенко).